# Los Cerralbos
Los Cerralbos est une commune d'Espagne de la province de Tolède dans la communauté autonome de Castille-La Manche.

## Administration
| Période | Période  | Identité               | Étiquette   | Qualité |
| ------- | -------- | ---------------------- | ----------- | ------- |
| 1979    | 1983     | Mariano Canales Olvera | Indépendant |         |
| 1983    | 1987     | Mariano Canales Olvera | AP/PDP/UL   |         |
| 1987    | 1991     | Mariano Canales Olvera | PP          |         |
| 1991    | 1995     | Pedro García Agüero    | PSOE        |         |
| 1995    | 1999     | Pedro García Agüero    | PSOE        |         |
| 1999    | 2003     | Pedro García Agüero    | PSOE        |         |
| 2003    | 2007     | Pedro García Agüero    | PSOE        |         |
| 2007    | 2011     | Jesús Gómez Bermúdez   | PSOE        |         |
| 2011    | 2015     | Jesús Gómez Bermúdez   | PSOE        |         |
| 2015    | En cours | Pedro García Agüero    | PSOE        |         |